# Pseuduvaria mulgraveana
Pseuduvaria mulgraveana Jessup – gatunek rośliny z rodziny flaszowcowatych (Annonaceae Juss.). Występuje naturalnie w Australii – w północnej części stanu Queensland. 

## Morfologia
PokrójZimozielone drzewo dorastające do 7 m wysokości.
LiścieMają lancetowaty, eliptyczny lub odwrotnie jajowaty kształt. Mierzą 5–16 cm długości oraz 2–7 cm szerokości. Nasada liścia jest prawie sercowata. Blaszka liściowa jest całobrzega o ostrym lub spiczastym wierzchołku. Ogonek liściowy jest nagi i dorasta do 2–4 mm długości.
KwiatySą jednopłciowe, pojedyncze, rozwijają się w kątach pędów. Działki kielicha mają owalny kształt i dorastają do 2 mm długości. Płatki mają odwrotnie jajowaty kształt i białawą barwę, osiągają do 9–12 mm długości. Kwiaty żeńskie mają 28 owocolistków.
Owoceapokarpiczne, o odwrotnie jajowatym kształcie. Osiągają 15–22 mm długości.

## Biologia i ekologia
Rośnie w lasach i zaroślach.